# Alzamaj
Alzamaj (rusky Алзама́й) je město v Irkutské oblasti v Ruské federaci. Žije zde přibližně 5 400 obyvatel.

## Poloha a doprava
Alzamaj leží v severním předhůří Východního Sajanu na Toporoku, pravém přítoku Birjusy v povodí Angary. Od Irkutsku, správního střediska oblasti, je vzdálen přibližně 600 kilometrů severozápadně. Nižněudinsk, do jehož rajónu Alzamaj spadá, je vzdálen přibližně 75 kilometrů jihovýchodně.
Přes Alzamaj prochází Transsibiřská magistrála (4586. kilometr od Moskvy) a dálnice M53 z Novosibirsku přes Irkutsk do Listvjanky.

## Dějiny
Alzamaj vznikl v roce 1899 v souvislosti s otevřením stejnojmenné stanice na Transsibiřské magistrále nedaleko starší stejnojmenné vesnice (později nazývané Staryj Alzamaj).
V době druhé světové války sem byl evakuován dněpropetrovský závod na výrobu železničních výhybek.
V roce 1943 se Alzamaj stal sídlem městského typu, od roku 1955 je městem.